# 鉄野正豊
鉄野 正豊（てつの まさとよ、1969年5月5日 - ）は、日本の元男性俳優、元声優。大阪府吹田市出身。

## 略歴
文学座演劇研究所35期生卒業後、劇団昴に所属。英国王立演劇アカデミー（RADA）のロンドン演劇短期留学や、アメリカNY、ロサンゼルス公演、韓国公演など幅広く活動し、2008年、劇団昴公演ジュリアス・シーザーを最後に退団しそれに伴い廃業した。

## 後任
廃業後、鉄野から役を引き継いだ人物は以下の通り。
| 後任     | 役名             | 作品                               | 後任の初担当作品                   |
| -------- | ---------------- | ---------------------------------- | ---------------------------------- |
| 川島得愛 | ライリー・プール | 『ナショナル・トレジャーシリーズ』 | 『ナショナル・トレジャー一族の謎』 |

## 出演

### 舞台
1997年
- マーヴィンの部屋（ハンク）

1999年
- 空騒ぎ（コンラッド）

2001年
- 火計り（日本公演・韓国公演）（伊勢和人）

2001年
- クリスマス・キャロル（青年スクルージ 他）
- アルジャーノンに花束を（ジョー・カープ）

2003年
- 怒りの葡萄（コニー・リバース）

2004年
- STEPSミュージカル Boy be…
- 東京ギンガ堂 KAZUKI（日本・ニューヨク・ロサンゼルス公演）（河本）

2005年
- 東京ギンガ堂 沈黙の海峡（韓国・日本公演）（安藤光成）
- 東京ギンガ堂 野口英世

2008年
- ジュリアス・シーザー（オクティヴィアス・シーザー）

### 吹き替え

#### 担当俳優
ジェームズ・フランコ
- ジェームズ・フランコ VS エイプ（ハリー・ウォーカー）
- スパイダーマンシリーズ
  - スパイダーマン（ハリー・オズボーン）
  - スパイダーマン2（ハリー・オズボーン）
  - スパイダーマン3（ハリー・オズボーン / ニュー・ゴブリン）

- SONNY ソニー（ソニー・フィリップス）

#### 映画
- アイス・プリンセス（テディ）
- 青い棘（パウル・クランツ〈ダニエル・ブリュール〉）
- アナトミー2（ヨアヒム〈バーナビー・メチュラート〉）
- アルマゲドン（タクシー運転手）※ソフト版
- イーオン・フラックス
- インソムニア（ランディ・ステッツ〈ジョナサン・ジャクソン〉）※テレビ朝日版
- インファナル・アフェア 無間序曲（ラウ・キンミン〈エディソン・チャン〉）※ソフト版
- ヴァンパイア 呪力転生（コナー）
- ヴェラ・ドレイク（シド〈ダニエル・メイズ〉）
- エクソシスト ビギニング（フランシス神父〈ジェームズ・ダーシー〉）
- エネミー・ライン2 -北朝鮮への潜入-（ロバート・ジェームズ大尉〈ニコラス・ゴンザレス〉）
- エボリューション（ウェイン・グレイ〈ショーン・ウィリアム・スコット〉）※DVD・ビデオ版
- クイーン・オブ・ザ・ヴァンパイア（レスタト〈スチュアート・タウンゼント〉）
- クローサー（シウマ）※ビデオ版
- go（マニー）
- ジャーヘッド（アンソニー・スオフォード〈ジェイク・ジレンホール〉）
- 守護神（ジェイク・フィッシャー〈アシュトン・カッチャー〉）
- 17歳の処方箋（オリバー〈ライアン・フィリップ〉）
- 戦場にかける橋（ジョイス〈ジェフリー・ホーン〉）※DVD・BD版
- タイムライン（デヴィッド・スターン〈イーサン・エンブリー〉）
- ツインズ・エフェクト（カザフ〈エディソン・チャン〉）
- デジャヴ（アレクサンダー・デニー博士〈アダム・ゴールドバーグ〉）
- ナショナル・トレジャー（ライリー・プール〈ジャスティン・バーサ〉[2]）
- ナショナル・トレジャー リンカーン暗殺者の日記（ライリー・プール〈ジャスティン・バーサ〉[3]）
- 25年目のキス（トミー）
- ニュー・ワールド（ジョン・ロルフ〈クリスチャン・ベール〉）
- パルス（デクスター〈イアン・サマーホルダー〉）
- ブラザーフッド（イ・ジンソク〈ウォンビン〉）
- ブレア・ウィッチ・プロジェクト
- ブレックファースト・オブ・チャンピオンズ（ジョージ・フーヴァー〈ルーカス・ハース〉）
- ホリデイ（グラハム〈ジュード・ロウ〉）
- マイ・ブラザー（ジョンヒョン〈ウォンビン〉）
- マルコヴィッチの穴（ラリー）
- ランニング・フリー アフリカの風になる（ナレーション）
- リトル・イタリーの恋（ジーノ〈アダム・ガルシア〉）
- ロール・バウンス（X〈バウ・ワウ〉）
- ワールド・トレード・センター（ドミニク・ペズーロ〈ジェイ・ヘルナンデス〉）

#### ドラマ
- I Love オリバー（テッド・ビーン）
- アリー my Love
- ER緊急救命室シーズン10（カルロス・ロペス）
- ダイノトピア（デビッド・スコット〈ウェントワース・ミラー〉）※テレビ朝日版
- ボーイ・ミーツ・ワールド（ジャック・ニューマン〈マシュー・ローレンス〉）
- LOST（ブーン・カーライル〈イアン・サマーホルダー〉）

#### アニメ
- サーフズ・アップ
- スパイダーマン 新アニメシリーズ（ハリー・オズボーン）

### テレビアニメ
1999年
- ∀ガンダム（セント）

2001年
- 犬夜叉（小姓）
- Z.O.E Dolores, i（アクセル[4]）
- はじめの一歩（高田照彦、観客）

2002年
- OVERMANキングゲイナー

2003年
- フルメタル・パニック? ふもっふ（兵士B）

2004年
- 最遊記RELOAD GUNLOCK（泰造）

2005年
- 英國戀物語エマ（フットマン）
- ブラック・ジャック（トモ）

2006年
- 太陽の黙示録（佐久間）
- NARUTO -ナルト-（ヤグラ / 幻将）
- RAY THE ANIMATION（ブルービー）

2007年
- BLUE DRAGON（副長）

### 劇場アニメ
- 機動戦士ガンダム 特別版（2000年、ジオン公国群衆）

### OVA
- 銀河英雄伝説外伝 螺旋迷宮（2000年、プレスブルグ）

### ゲーム
- ファイナルファンタジーX-2（2003年、ガリク・ロンゾ）
- サクラ大戦V 〜さらば愛しき人よ〜（2005年、東日流火）